# L.U.C

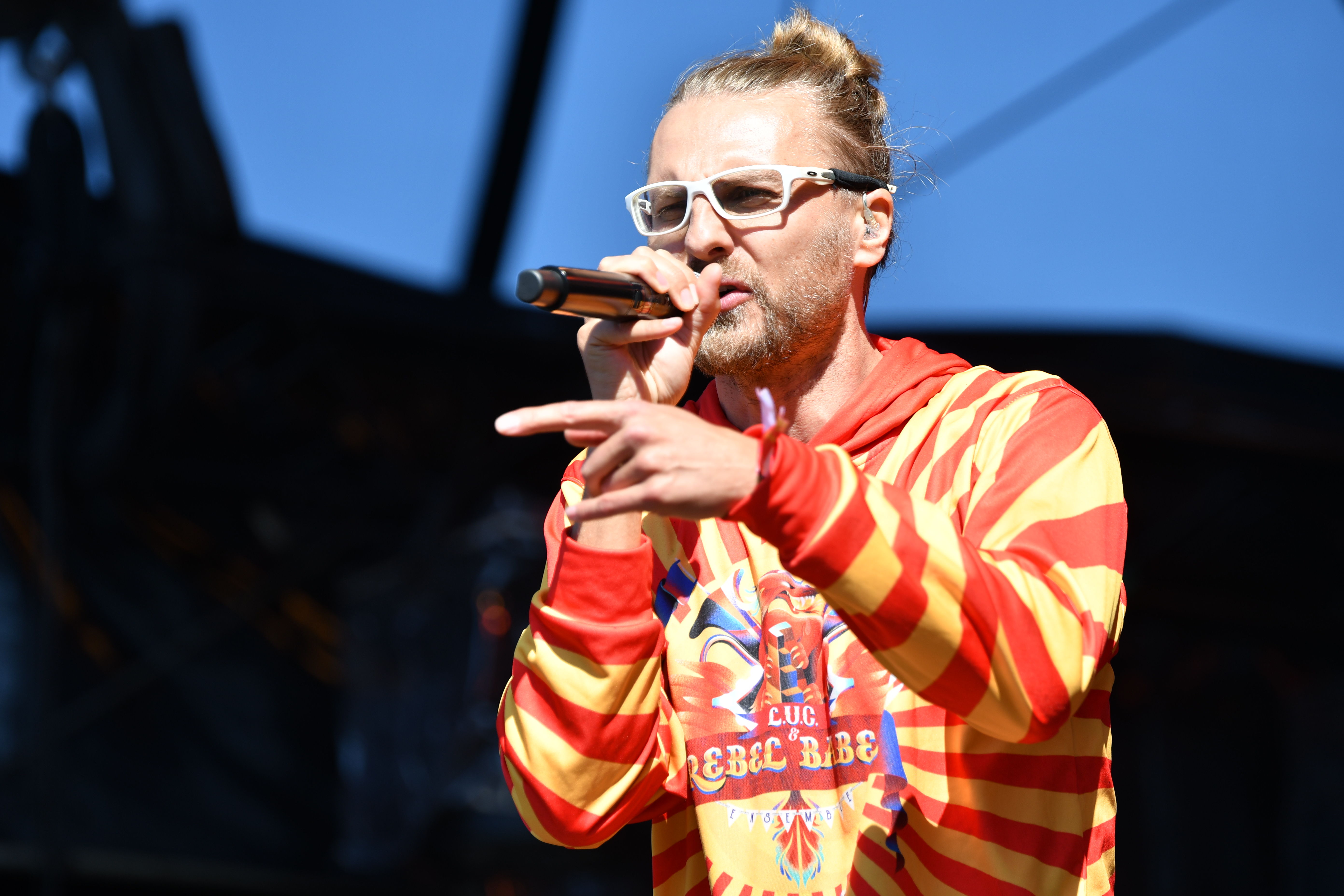
L.U.C 2023

Łukasz „L.U.C“ Rostkowski (* 16. September 1981 in Zielona Góra) ist ein polnischer Hip-Hop-Künstler. Er ist Mitgründer von Kanał Audytywny.

## Leben und Wirken
Rostkowskis Karriere unter dem Künstlernamen L.U.C begann 2003 in der von ihm gegründeten Hip-Hop/Trip-Hop-Gruppe Kanał Audytywny. Nach der Veröffentlichung von drei Alben löste sich die Gruppe auf und er begann eine Solo-Karriere. Mit seinen ersten Solo-Alben entwickelte er zunächst den Sound von Kanał Audytywny weiter, der sich durch eine Mischung aus oft jazziger Live-Instrumentierung, vielen Samples und Elektronik sowie durch seine auf eine sehr charakteristische Art und Weise vorgetragenen, abstrakt-humoristischen und oft gesellschaftskritischen Texte auszeichnete. Das 2007er Album Homoxymoronomatura nahm er gemeinsam mit Rahim von Paktofonika auf. Auf Płyta skirtotymiczna und Haelucenogenoklektyzm hatte auch Leszek Możdżer Gastauftritte. Auf Planet Luc wurde L.U.C von Urszula Dudziak begleitet.
Zwischen 2009 und 2011 entstand das zweiteilige Projekt Zrozumieć Polskę, das der Geschichte Polens gewidmet ist – auf beiden Alben kombiniert er historische Audio-Aufnahmen mit elektronischer und teilweise auch Orchester-Musik. Der zweite Teil, WAR|SAW, war dem Warschauer Aufstand gewidmet und wurde vom Museum des Warschauer Aufstandes unter L.U.Cs bürgerlichem Namen verlegt. Für den ersten Teil, 39/89, wurde Rostkowski 2009 mit dem Paszport Polityki ausgezeichnet.
2010 erschien das experimentelle Album PyyKyCyKyTyPff, dessen „Instrumentierung“ ausschließlich aus elektronisch übereinander gelegten und geloopten Beatboxing-Sequenzen besteht. Ein Jahr später folgte das Breslau, Rostkowskis Wahlheimat (genannt Miasto Stu Mostów, die Stadt der 100 Brücken), gewidmete, autobiografische Konzeptalbum Kosmostumostów. Das Album enthielt auch einen Comic, in Breslau entstanden mehrere Murale, die von dem Album inspiriert waren. Etwa zeitgleich startete Rostkowski die Initiative Pospolite ruszenie (eigentlich Adelsaufgebot), die sich gegen vermeintlich hässliche Gebäudegestaltung in Breslau richtete. Auch initiierte er das Festival Rymolyrikodyktando, das der Pflege der Sprache gewidmet ist.
2013 kooperierte er mit dem Akkordeon-Trio Motion Trio, mit dem er zwei Alben aufnahm. Zeitgleich entstand das Chillout-Album Sleepoholic, das als kostenloser Download zugänglich war.
Er schuf die Filmmusik zu Das Flüstern der Felder, einer Verfilmung des Romans Die Bauern von Władysław Reymont. Sie erschien als CD unter dem polnischen Titel Chłopi.
Er studierte an der Universität Breslau Jura. Er verarbeitet sein Studentenleben wiederholt in seinen Liedern, u. a. auf Haelucenogenoklektyzm und vor allem Kosmostumostów.

## Diskografie
- Kanał Audytywny Spasoasekuracja (2003, ohne Label)
- Kanał Audytywny Płyta skirtotymiczna (2004, Agencja Artystyczna MTJ)
- Kanał Audytywny Neurofotoreceptoreplotyka jako magia bytu (2005, 2-47 Records)
- Haelucenogenoklektyzm: Przypowieść o zagubieniu w przestrzeni (2006, Kayax Production)
- L.U.C i Rah Homoxymoronomatura (2007, Kayax Production)
- Planet Luc (2008, Mystic Production)
- 39/89 Zrozumieć Polskę (2009, EMI Music Polska)
- Planet Luc Energocyrkulacje (Remix-Album; 2009, EMI Music Poland)
- PyyKyCyKyTyPff (2010, EMI Music Poland)
- Łukasz Rostkowski WAR|SAW Zrozumieć Polskę (2011, Muzeum Powstania Warszawskiego)
- Kosmostumostów (2011, EMI Music Poland)
- L.U.C & Motion Trio Nic się nie stało (2013, EMI Music Poland)
- L.U.C & Motion Trio City of Harmony (2013, Akordeonus)
- Łukasz Rostkowski Sleepoholic (2013, Parlophone Music Poland)
- REFleksje o miłości apdejtowanej selfie (2014, Warner Music Poland)
- Przekrój (Kompilation; 2014, Warner Music Poland)
- Rebel Babel Ensemble Dialog I (2016, Agora)
- Good L.U.C.K. (2018, Agora)
- L.U.C & Rebel Babel Ensemble Dialog II (2022, Agora)
- L.U.C & Rebel Babel Ensemble Chłopi (2023, Agora)

## Filmografie
- 2012: Ponowne narodziny (Kurzfilm)
- 2013: Tribute to Solidarity (Kurzfilm)
- 2020: Meine Freunde sind alle tot (Wszyscy moi przyjaciele nie zyja)
- 2022: Erynie (Fernsehserie, 12 Folgen)
- 2023: Das Flüstern der Felder (Chłopi)